# Darlingtonovo zapojení
Darlingtonovo zapojení je zapojení dvou bipolárních tranzistorů, které se chová jako jeden složený bipolární tranzistor. Vyznačuje se velkým proudovým zesílením, přibližně rovným součinu zesílení obou tranzistorů. Toho využívají například koncové stupně zesilovačů. Nevýhodou tohoto zapojení je přibližně dvojnásobné napětí mezi bází a emitorem složeného tranzistoru, protože je součtem bázových napětí obou tranzistorů. Podobné Sziklaiovo zapojení touto nevýhodou netrpí.

## Popis zapojení
Darlingtonovo zapojení se skládá ze dvou bipolárních tranzistorů stejné polarity, tedy dvou NPN nebo dvou PNP, které se dohromady chovají jako jeden složený bipolární tranzistor. Báze tranzistoru Q1 je bází složeného tranzistoru. Emitor tranzistoru Q1 je spojen s bází tranzistoru Q2. Kolektory obou tranzistorů jsou spojeny a tvoří kolektor složeného tranzistoru. Emitor tranzistoru Q2 je emitorem složeného tranzistoru.

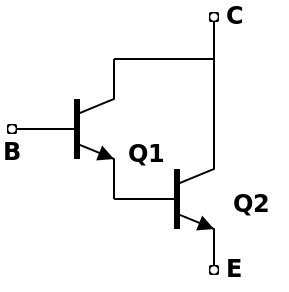
Dva tranzistory NPN v Darlingtonově zapojení
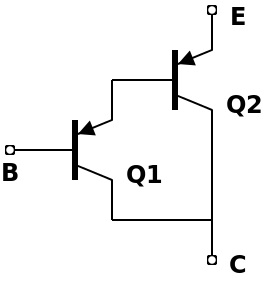
Dva tranzistory PNP v Darlingtonově zapojení

## Proudové zesílení
Proudové zesílení {\displaystyle \beta } Darlingtonova zapojení je dáno proudovými zesíleními {\displaystyle \beta _{1}} a {\displaystyle \beta _{2}} tranzistorů Q1 a Q2:
{\displaystyle \beta =\beta _{1}\beta _{2}+\beta _{1}+\beta _{2}\approx \beta _{1}\beta _{2}}
Odvození:
{\displaystyle I_{\mathrm {C1} }=\beta _{1}I_{\mathrm {B} }}
{\displaystyle I_{\mathrm {B2} }=I_{\mathrm {C1} }+I_{\mathrm {B} }=(\beta _{1}+1)I_{\mathrm {B} }}
{\displaystyle I_{\mathrm {C2} }=\beta _{2}I_{\mathrm {B2} }=(\beta _{1}\beta _{2}+\beta _{2})I_{\mathrm {B} }}
{\displaystyle I_{\mathrm {C} }=I_{\mathrm {C1} }+I_{\mathrm {C2} }=(\beta _{1}\beta _{2}+\beta _{1}+\beta _{2})I_{\mathrm {B} }}
{\displaystyle \beta ={\frac {I_{\mathrm {C} }}{I_{\mathrm {B} }}}=\beta _{1}\beta _{2}+\beta _{1}+\beta _{2}}